# 위커맨

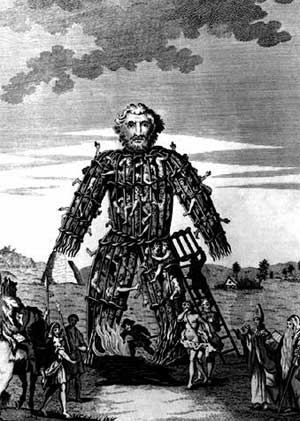

위커맨(wicker man)은 고대 켈트의 사제인 드루이드들이 인신공양을 할 때 사용한 구조물이다. 고리버들 가지로 커다란 사람 모양의 우리를 만들고, 그 안에 산제물들을 가두고 불을 붙인다. 율리우스 카이사르의 갈리아 전쟁기에 그 존재가 언급되나, 확실히 존재했다는 증거 여부에 대해서는 논쟁이 분분하다.

## 같이 보기
- 발타너
- 모닥불
- 놋쇠 황소
- 가이 포크스의 밤
- 버닝 맨